# Skrajna Łomnicka Czuba
Skrajna Łomnicka Czuba (słow. Lomnický hrb) – pierwsze od dołu wzniesienie w południowo-wschodniej grani Łomnicy, położone w dolnej części odcinka zwanego Łomnicką Granią. Ma wysokość 1604 lub 1607 m. Na północnym zachodzie graniczy z Zadnią Łomnicką Czubą. Pomiędzy dwoma Łomnickimi Czubami rozlega się grzbiet porośnięty kosodrzewiną bez wyraźnego obniżenia. Wierzchołek Skrajnej Łomnickiej Czuby również znajduje się w zasięgu zwartej kosodrzewiny.
Zachodnie stoki Skrajnej Łomnickiej Czuby opadają do Doliny Małej Zimnej Wody w okolice Schroniska Zamkovskiego, natomiast wschodnie są uformowane przez południową część rozległego Szerokiego Pola, z którego w kierunku Łomnickiej Uboczy opada Głęboka Żlebina. Na południowy wschód od Skrajnej Łomnickiej Czuby w Łomnickiej Grani można wyróżnić Łomnicką Kazalnicę (1529 m) – taras położony na trasie Magistrali Tatrzańskiej.
Turnia jest wyłączona z ruchu turystycznego. Dla taterników jest łatwo dostępna zarówno od Łomnickiej Kazalnicy, jak i od zachodu z Małego Łomnickiego Ogrodu. Skrajna Łomnicka Czuba, podobnie jak inne obiekty w Łomnickiej Grani, była odwiedzana od dawna przez myśliwych polujących na kozice.
W przeszłości wzniesienie nazywano Łomnicką Przechybą Niżnią.